# Chiesa di San Francesco (Villafranca in Lunigiana)
La chiesa di San Francesco è un edificio di culto cattolico situato in via San Francesco a Villafranca in Lunigiana, in provincia di Massa-Carrara. La chiesa è sede dell'omonima parrocchia del vicariato di Villafranca della diocesi di Massa Carrara-Pontremoli.

## Storia e descrizione
La chiesa ha rappresentato per secoli uno dei poli più rappresentativi del nucleo urbano di Villafranca (tanto che fu scelta quale luogo di sepoltura dalla famiglia dei Malaspina), subendo, per questo, numerosi rinnovi e modifiche che ne hanno fortemente trasformato l'aspetto originario: l'assetto attuale risale al Cinquecento, anche se parte del complesso conventuale e del chiostro sono stati in buona parte ricostruiti dopo gli ingenti danni subiti durante la seconda guerra mondiale. All'interno, pale di scuola robbiana del primo Cinquecento, tra cui la Madonna degli angeli, ove un gruppo di santi assiste all'Assunzione della Vergine circondata da una corona di cherubini entro una trabeazione con fregio a palmette.